# Història del Canadà

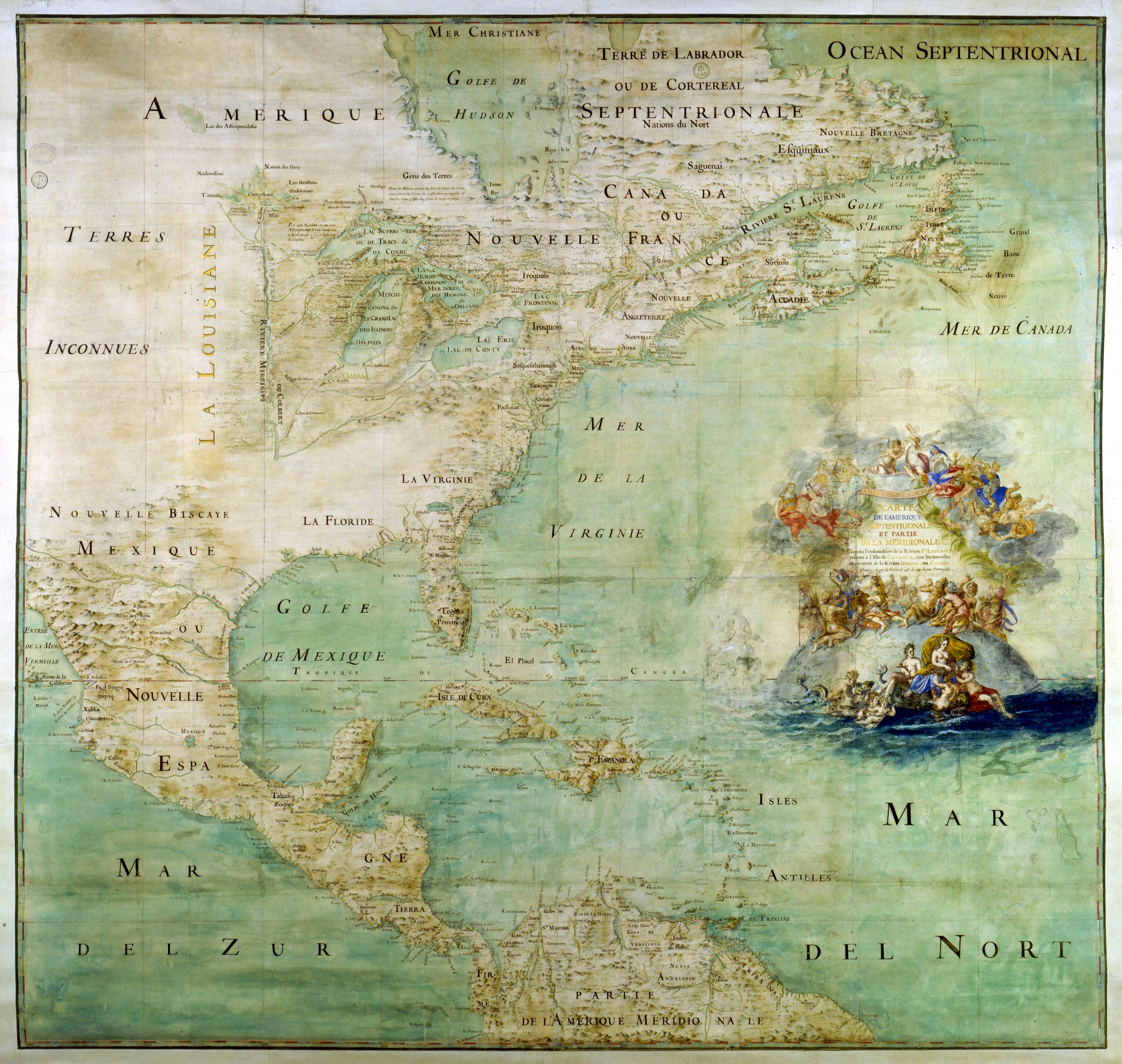
Antic mapa d'Amèrica del Nord.

El Canadà és un estat de Nord-amèrica amb 33 milions d'habitants, i el segon estat més gran en superfície del món. Va ser habitat per milers d'anys pels pobles aborígens, coneguts al Canadà com a "Primeres Nacions". El Canadà va evolucionar d'un grapat de colònies europees a una federació postmoderna, bilingüe i multicultural, havent obtingut pacíficament la seva sobirania del Regne Unit. Els primers habitants de la regió van ser diversos pobles provinents de Sibèria, que hi van arribar a través de l'Estret de Bering, i una mica més tard hi van arribar els últims pobles inuits (esquimals) provinents d'Àsia. Després del descobriment d'Amèrica, altres països europeus hi van arribar a la recerca de noves terres. Colons d'Anglaterra i França van arribar a la part nord d'Amèrica i van lluitar per mantenir-se en aquesta zona. França va establir dues colònies a principis del 1600 en el que és avui el Canadà: Canadà pròpiament dit (o el "Quebec") al marge nord del riu Sant Llorenç, i la colònia d'Acàdia (en francès Acadie), en el que és avui Nova Brunswick i Nova Escòcia. Després de diverses batalles entre França i Anglaterra, aquestes colònies van ser conquerides pels anglesos al segle xviii. No obstant això, malgrat que la colònia d'Acàdia va ser destruïda i els seus habitants dispersats, la colònia del Quebec va sobreviure amb drets reconeguts per mantenir la seva llengua francesa i les seves lleis pròpies franceses, a canvi de la fidelitat al Regne Unit. Després de la independència dels Estats Units, els colons anglesos que es van mantenir lleials a la mare pàtria (el Regne Unit) van emigrar al Canadà. A través de tractats amb les tribus aborígens, els colons es van establir principalment en el que és avui Ontario. A diferència dels Estats Units, que van lluitar per la seva llibertat, el Canadà va evolucionar de forma pacífica. A través d'un tractat acceptat per la reina Victòria, el Canadà es va transformar en una federació amb autogovern independent el 1867. Ara els canadencs celebren el «Dia de la Reina Victòria» en el tercer dilluns de maig, en agraïment i commemoració al monarca de més llarg regnat de l'Imperi Britànic (1837-1901).

## Història del Canadà abans del "Descobriment d'Amèrica"
Els primers canadencs van ser els avantpassats dels amerindis que van arribar travessant l'estret de Bering abans del 20.000 aC, durant les últimes glaciacions del Plistocè, cap al 8.000 aC les tribus índies ja es repartien el territori del Canadà, al nord-est micmac, beothuk, crew i anishinaabemowin, al sud iroquesos i fures, a l'oest dels Grans Llacs d'Amèrica del Nord els indis de les planures (peus negres) i a l'oest tingii, kwakiutl, haida, tsimshiam i salish de la Costa.
Cap aproximadament el 6000 aC van travessar l'estret de Bering els avantpassats dels quals formarien la cultura Dorset que va ser substituïda pel Thule (poble) cap a l'any 1000 que va donar com a resultat als actuals inuits. Cristòfor Colom i els seus homes no van ser els primers europeus a trepitjar Amèrica, perquè cap a l'any 1000 un mariner viking Bjarni Herjólfsson va albirar l'Amèrica del Nord i després d'informar d'aquesta terra desconeguda va atreure a molts vikings liderats pel fill d'Erik el Roig, Leif Eriksson, que van iniciar una colonització viking a Amèrica, que va ser abandonada cap al 1010 pels combats contra els nadius hostils. Hi ha informació sobre aquesta colonització en dos manuscrits de les sagues (literatures) nòrdiques, anomenades La saga dels groenlandesos i "la saga d'Erik el Roig", encara que els vikings de les colònies de Groenlàndia van seguir visitant el nord de Labrador durant segles després de l'abandó de les colònies vikings a Amèrica a la recerca de fusta i ferro, no va transcendir a Europa el coneixement de l'existència d'Amèrica. Aquests són alguns dels noms que els vikings van donar als terrenys d'Amèrica: Vinland (Terra de vi) que corresponia al Golf de Sant Llorenç, Nova Brunswick i Nova Escòcia, Helluland, a l'illa de Baffin, Markland (Terra de boscos) corresponia al Labrador. El 1960 es van descobrir les ruïnes d'un campament viking per l'arqueòleg Helge Ingstad a L'Anse aux Meadows, a Terranova que sembla coincidir amb l'anomenat campament Leifsbúðanar i que conté les ruïnes de 3 habitacles amb capacitat per a 80 persones, una ferreria, una fusteria i diversos tallers per reparar vaixells que sumen en total 8 edificis.

## Contacte amb els europeus

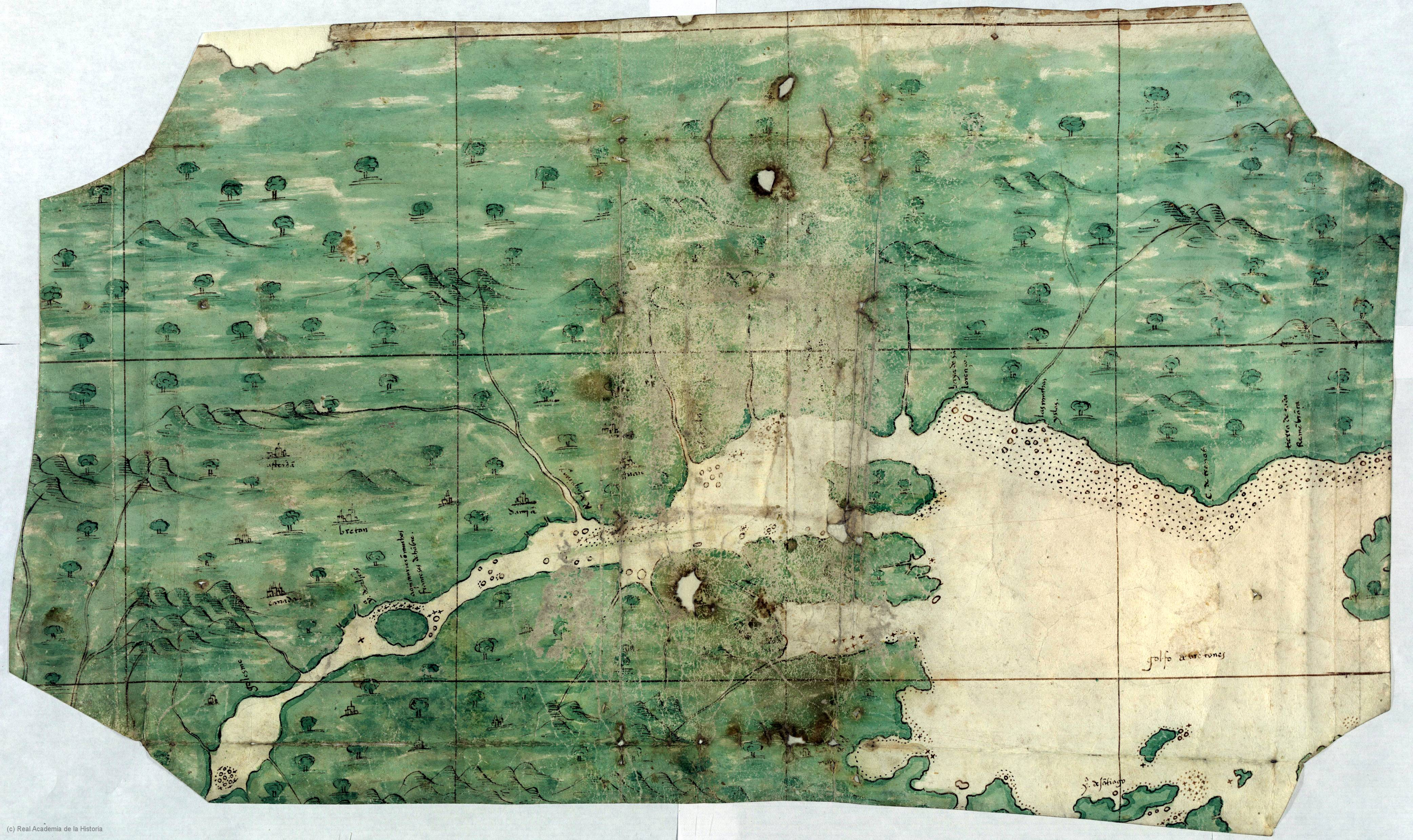
Mapa espanyol de la regió del riu Sant Llorenç de l'any 1541.

La part oriental de l'actual territori del Canadà va ser descrit per primera vegada el 1498 pel venecià Juan Sebastià Cabot. Poc després d'aquesta expedició van començar a arribar al continent americà els primers pescadors anglesos, francesos i espanyols que s'havien assabentat de l'abundància de bacallà en els bancs de Terranova gràcies a l'expedició de Cabot, i explorat per Jacques Cartier del 1534 al 1535, el qual va navegar pel Golf de Sant Llorenç, va visitar els emplaçaments de les futures Quebec i Mont-real, va aprendre de les terres i aigües de la regió pels indis i va aprendre d'ells la paraula Canadà, la paraula algoquina per llogaret. Els exploradors anglesos Martin Frobisher el 1576 i Henry Hudson el 1609 - 1610 van tractar de trobar un pas cap a l'Àsia.
Des del segle xvi els territoris del Canadà van rebre moltes visites de pescadors des d'Europa. Per exemple va haver una significativa presència basca al Canadà. El 1631 Thomas James va ser després dels passos de Hudson, de qui va rebre nom la badia, i va escriure El perillós viatge del capità Thomas James. Després James l'oficial de la Marina Reial Britànica Sir William Edward Parry va prendre part en diverses expedicions entre 1818 i 1824 a la recerca del Pas del Nord-oest, el Vicealmirall britànic John Franklin va dirigir també diverses expedicions (1819, 1825, 1845) a la recerca del Pas del Nord-oest.
Entre 1903 i 1906 l'explorador noruec Roald Amundsen va conquerir el despietat nord del Canadà i va obrir el Pas del Nord-oest. Mentre la Costa Oest del Canadà rebia la visita del capità James Cook el 1778. El següent a tenir contacte amb la zona va ser George Vancouver qui entre 1791 i 1795 va explorar la zona i descobrir la desembocadura del riu Belle Coola set setmanes abans de l'arribada de l'escocès Sir Alexander Mackenzie.

## Exploració basca
Pescadors bascs (principalment baleners) del sud d'Europa van començar a pescar als Grans Bancs de la costa Atlàntica en el segle xv. A finals del segle xvi ja s'havien establert assentaments de pescadors a Labrador i Terranova. El més gran d'aquests assentaments va ser l'estació Red Bay, amb 900 persones. Durant l'època de major auge de la pesca de balenes, 2000 persones van treballar cada estiu. Però, l'operació va acabar al començament del segle xvii, ja que les dues espècies de balenes que eren caçades estaven prop de l'extinció, i molts vaixells baleners eren requerits per la marina espanyola.

## Primera època colonial: la Nova França

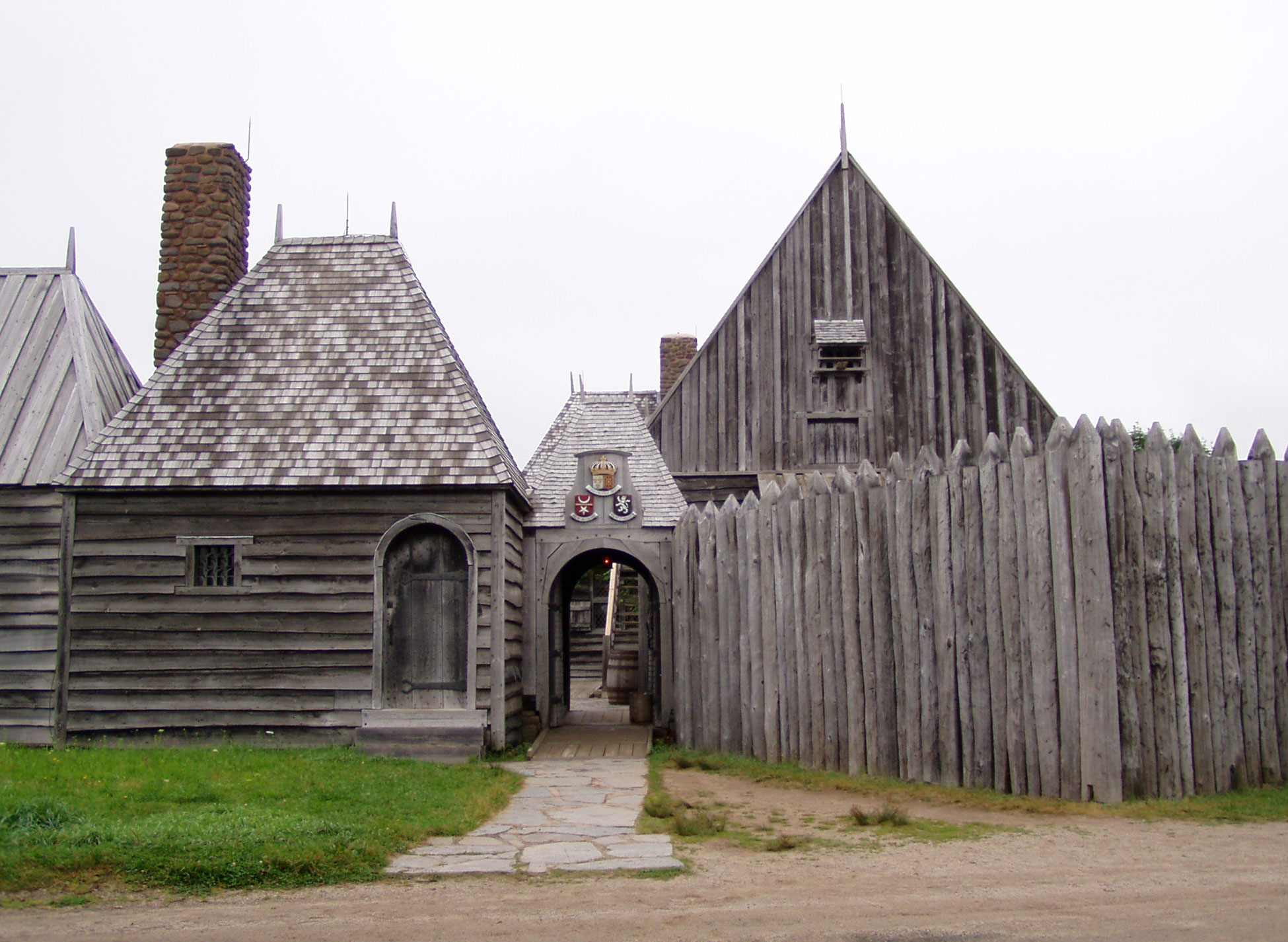
Rèplica de l'assentament de Samuel de Champlain a Nova Escòcia.

En els segles xvi i xvii colonitzadors espanyols i francesos van establir assentaments en la regió oriental del Canadà, principalment per participar de les activitats de la pesca i el comerç de pells. Els assentaments francesos van començar amb l'arribada de Samuel de Champlain i Pierre Dugua, Sieur de Monts, primerament a l'Acàdia el 1604, i després al Quebec el 1608.
Durant els següents 150 anys, Canadà i l'Acàdia van continuar a estendre's des del cor del riu de Sant Llorenç cap al país alt (pays d'en haut) dels Grans Llacs i cap a la vall del Mississipi, territori que avui dia pertany als Estats Units. Els wyandots (hurons), els iroquesos i després els anglesos, es van oposar a l'expansió francesa, per mitjà d'una sèrie de guerres, a la fi de les quals França perdria tot els seus territoris de Nord-amèrica, primerament l'Acàdia i després el Canadà. Sota el govern britànic els habitants de l'Acàdia van ser expulsats el 1755. França va ser derrotada definitivament a Louisburg el 1758 i en la batalla decisiva de les Planes d'Abraham a la ciutat de Quebec el 1759. Per mitjà del Tractat de París el 1763, França conservaria les seves colònies al Carib, però perdria totes les seves colònies de Nord-amèrica, que serien a partir de llavors possessió del Regne Unit o d'Espanya, llevat de Saint-Pierre i Miquelon.

## Segona època colonial: la Nord-amèrica Britànica
La Nord-amèrica Britànica, que abastava tots els territoris sota el control britànic de Nord-amèrica, va quedar reduïda a les colònies de la Terranova, Nova Escòcia, l'Illa del Príncep Eduard i Quebec després de la independència dels Estats Units al sud. Durant i després de la Guerra de la Independència dels Estats Units, entre 40.000 i 100.000 loyalist derrotats van emigrar dels Estats Units al Canadà. Els 14.000 loyalist que van anar a les valls dels rius Saint John i Saint Croix, llavors part de Nova Escòcia, es van sentir massa allunyats del govern provincial a Halifax i Londres va separar Nova Brunswick com una colònia separada el 1784, i per l'Acta Constitucional de 1791 va crear les províncies de l'Alt Canadà (principalment de parla anglesa) i el Baix Canadà (principalment de parla francesa) per calmar les tensions entre les comunitats francesa i britànica, i va implementar sistemes governamentals similars als emprats a Gran Bretanya, amb la intenció d'afirmar l'autoritat imperial i no permetre el tipus de control popular del govern que es considerava que havia conduït a la revolució americana.
Les colònies britàniques van entrar a la guerra de 1812 entre el Regne Unit i els Estats Units, la qual va produir el primer sentiment de nacionalisme entre la població britànica de Nord-amèrica. Van sorgir noves disputes entre la Nord-amèrica Britànica i els Estats Units en qüestions de comerç, pesca i sobretot quant als límits territorials i les amenaces de guerra. Alguns historiadors argumenten que els Estats Units volien que tot el Canadà s'incorporés a la seva federació.

### Les Rebel·lions de 1837-38
El 1837 hi hagué rebel·lions contra el govern colonial britànic a l'Alt Canadà i al Baix Canadà. A l'Alt Canadà, una banda de reformistes sota el lideratge de William Lyon Mackenzie va prendre les armes de manera desorganitzada en una sèrie de guerrilles de petita escala al voltant de Toronto, London i Hamilton. En una ocasió, un petit grup de 200 persones van fugir a l'Illa Navy del Riu Niàgara, i hi van declarar l'establiment de la República del Canadà el 13 de desembre, 1837. Aquesta efímera rebel·lió va ser sufocada per les forces britàniques el 13 de gener, 1838. Dos dels líders van ser executats.
Durant 1837 i 1838 una rebel·lió major va ocórrer contra el govern britànic, coneguda com la "Rebel·lió del Baix Canadà". Els rebels de les zones angleses i de parla francesa, i amb el suport nord-americà, van lluitar en petites guerrilles contra els britànics. Els pobles de Chambly i Sorel van ser presos pels rebels, i la ciutat de Quebec va quedar aïllada de la resta de la colònia. El líder dels rebels Robert Nelson va llegir una declaració d'independència a una multitud a Napierville el 1838.
Els patriotes van ser derrotats a les batalles de Camp Baker (Sainte-Martine), Lacolle, Odelltown i Beauharnois. Cents de persones van ser arrestades i alguns pobles van ser cremats com a represàlia. Dos líders van ser morts, i 57 homes canadencs i 83 nord-americans i colonitzadors que havien participat en aquesta Rebel·lió van ser deportats cap a Austràlia. El 1844, però, els patriotes canadencs van ser perdonats, i els que tenien prou diners van retornar al Canadà; només 38 ho van poder fer.

### La Nord-amèrica Britànica de l'Occident
Tan bon punt que els Estats Units van acceptar el paral·lel 49 N com a frontera que els separessin de la Nord-amèrica Britànica, el govern britànic va crear les colònies de la costa del Pacífic: la Colúmbia Britànica i l'Illa de Vancouver el 1848 i 1849 respectivament. El 1849 la major part de les disputes frontereres amb els Estats Units havien estat resoltes i el Governador General de la Nord-amèrica Britànica, James Bruce, va signar un tractat de comerç molt significatiu amb els Estats Units. Aquest tractat va ser abrogat pel govern estatunidenc el 1865.

## Creació de la Confederació i del Domini del Canadà

### Llei de l'Amèrica del Nord britànica
Després de les rebel·lions de 1837–1838 les colònies de l'Alt Canadà i el Baix Canadà van unir-se en un sol govern anomenat la Província del Canadà, per mitjà de l'Acta d'Unió de 1840, un intent per assimilar els canadencs francesos. Els polítics de les colònies britàniques de Nord-amèrica es van reunir a Charlottetown i a Quebec el 1864 per discutir sobre la creació d'una confederació. L'1 de juliol, 1867, per mitjà de la Llei de l'Amèrica del Nord britànica, signat pel parlament del Regne Unit tres colònies (la Província del Canadà, Nova Brunswick i Nova Escòcia) es van convertir en una federació anomenada el "Domini del Canadà".

### Expansió de la Confederació i els assentaments a l'occident

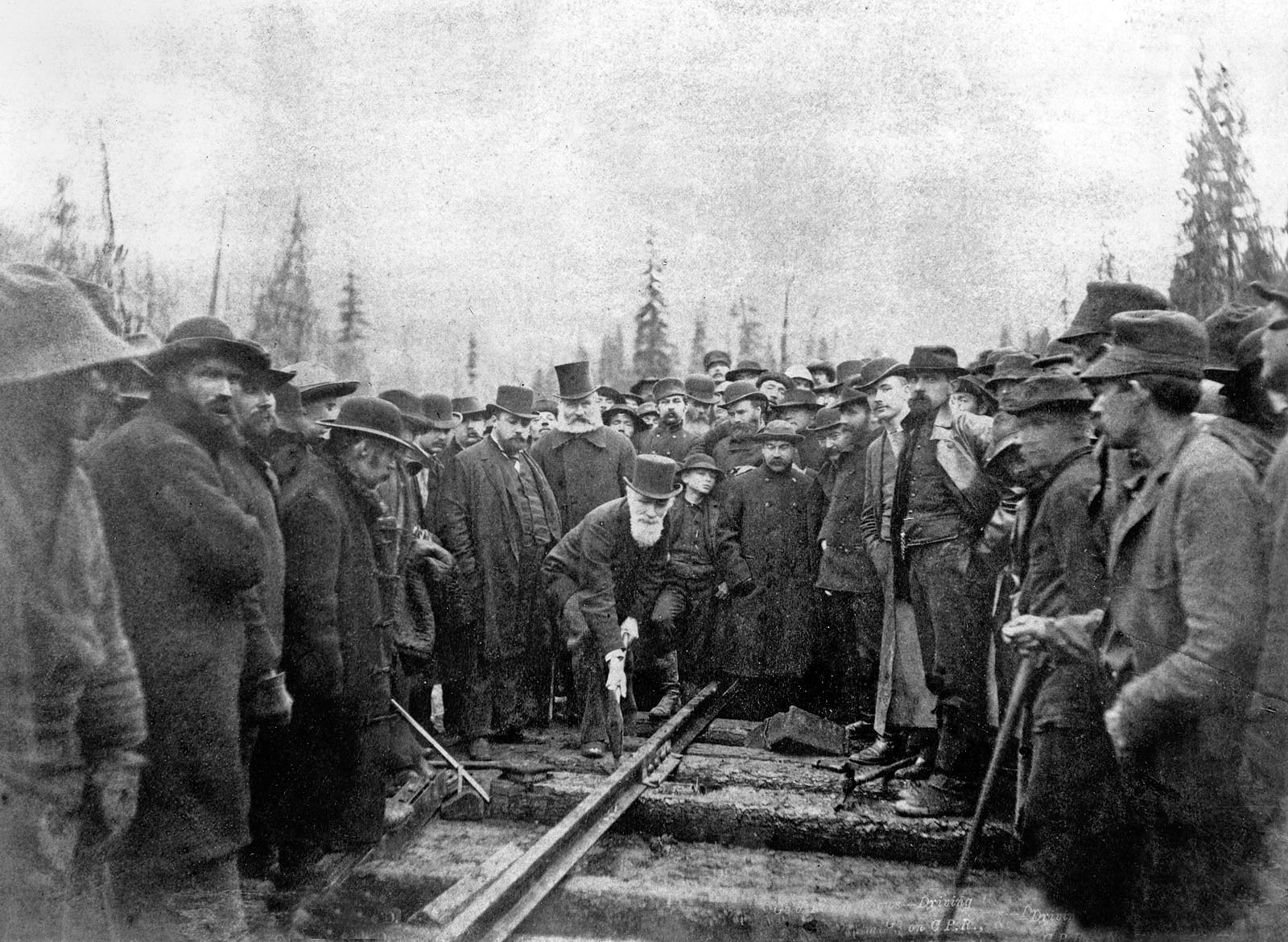
Finalització del ferrocarril transcontinental canadenc a Vancouver

Després del 1867, altres colònies i territoris de la Nord-amèrica Britànica van ser incorporats a la Confederació canadenca. El 1880, el Canadà incloïa tots els territoris que l'integren avui dia (incloent les terres àrtiques adquirides de la Companyia "Hudson Bay") llevat de Terranova i Labrador que s'hi unirien el 1949.
El poblament del Canadà occidental va ser, probablement, l'assoliment més important del Canadà confederat, però no es va assolir sense conflictes. Entre el 1871 i el 1877 set tractats es van signar amb les tribus indígenes del nord-oest de l'Ontario i els Territoris del Nord-oest, incloent un tractat amb els sioux, els quals havien immigrat al Canadà, fugint de la cavalleria dels Estats Units. Louis Riel, un francocanadenc métis (mestís), va encapçalar rebel·lions a Manitoba el 1869 i 1870 i al territori que seria el Saskatchewan el 1855, per causa del maltractament dels pobles nadius i mestissos. Aquests rebel·lions van ser conegudes com la Rebel·lió del riu Red i la "Rebel·lió del Nord-oest". La Policia Muntada Reial Canadenca va ser creada el 1873 per establir l'ordre i la llei a l'oest.
El factor més important que va obrir l'oest canadenc al poblament i que va enllaçar l'est amb l'oest va ser la construcció del Ferrocarril Transcontinental "Canadian Pacific", el qual va ser una promesa donada a la colònia de la Colúmbia Britànica el 1871. Tan bon punt el ferrocarril arribà a Vancouver el 1885, la ciutat va créixer ràpidament i es convertiria en una de les ciutats més grans del Canadà.

## Després de la Confederació
La història després de la confederació és una història de la consolidació territorial, i del balanç dels poders relatius de la federació i les províncies. El 1931, per mitjà de l'Estatut de Westminster, el Canadà va rebre l'estatus d'igualtat al Regne Unit dintre de l'imperi Britànic. La "patriació" de la Constitució del Canadà el 1982 va trencar l'últim enllaç legal de subordinació amb el parlament del Regne Unit, encara que el Canadà conserva al monarca compartit com a cap d'estat; per tant, el Canadà és una monarquia constitucional.

## L'estatus del Quebec i d'altres províncies francòfones

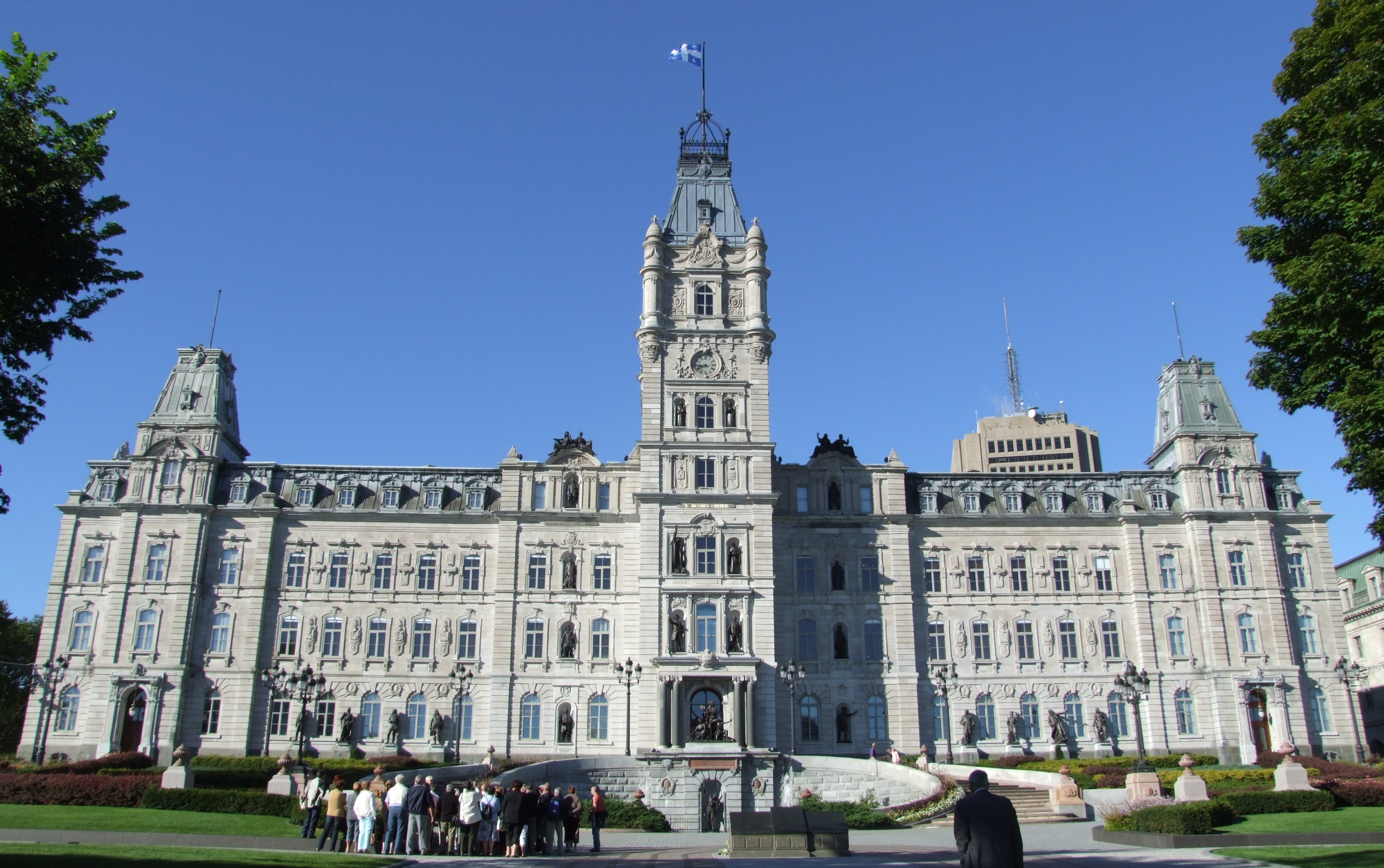
L'Assemblea Nacional de Quebec

En la segona meitat del segle xx, molts quebequesos van demanar major sobirania per al Quebec, el qual té una majoria francòfona. El parlament federal, el 7 de juliol, 1969 va fer el francès llengua cooficial amb l'anglès en tot el govern federal canadenc. Això va començar un procés que va fer que el Canadà es redefinís com a nació bilingüe i multicultural. El 1977 el Quebec va aprovar la llei que faria del francès l'única llengua oficial de la província. Dos referèndums sobre la independència del Quebec es van realitzar, el 1980 i el 1995. En ambdós, la majoria va votar contra la independència de la província: en el primer el 60% i en el segon el 50,6%.
Nova Brunswick, amb un 35% de la població francòfona, es va convertir oficialment en una província bilingüe el 1969. Altres províncies amb minories francòfones són Ontario, Manitoba i Nova Escòcia, els governs dels quals proveeixen els serveis públics i educació en francès.

## La integració nord-americana
En la dècada de 1980 el Canadà i els Estats Units van signar un tractat de lliure comerç. La integració dels dos països es va accelerar, en termes econòmics les següents dos dècades. El 1994, es va convidar Mèxic a integrar-se, i es va signar el Tractat de Lliure Comerç d'Amèrica del Nord. L'economia del Canadà està altament integrada a l'economia dels Estats Units, els quals reben més de les exportacions canadenques. No obstant això, el Canadà ha seguit un camí més liberal en les polítiques socials, les quals l'han distanciat del seu veí del sud.

## El Canadà entre els anys 1982 i 1992
El 1981 el Parlament va elaborar una nova Constitució que va ser proclamada a Ottawa el 17 d'abril de 1982 per la reina Isabel II del Regne Unit, però el Quebec no va ratificar la nova constitució. A causa de la crisi econòmica Pierre Elliott Trudeau va dimitir el 1984 sent substituït per John Napier Turner, la continuació de la crisi econòmica va portar al Partit Conservador Progressista del Canadà a una victòria aclaparadora en les eleccions de setembre de 1984 sent el nou primer ministre Brian Mulroney. Per resoldre la crisi constitucional es van reunir els governadors de totes les províncies i van signar l'Acord del Llac Meech el 3 de juliol de 1987 pel qual el Quebec s'unia a la constitució de 1982 com una "societat diferent", el Canadà va signar el Tractat de Lliure Comerç d'Amèrica del Nord amb els Estats Units el 1988 que incloïa la supressió de les tarifes duaneres el 1998 com a pas previ per aconseguir la unió econòmica. Les eleccions del novembre de 1989 van ser guanyades pels conservadors i el tractat de lliure va comerciar va ser ratificat pel Parlament al gener de 1989. Però els problemes constitucionals es mantenien doncs en el 29 de juny de 1990 Nova Brunswick, Manitoba i  Terranova es negaven a ratificar l'Acord del Llac Meech que va quedar en suspens. Això va forçar a una nova reforma constitucional per respondre a les aspiracions de totes les províncies que es va concretar en l'Acord de Charlottetown el 22 d'agost de 1992, el qual es va fer passar per referèndum el 26 d'octubre de 1992 sent rebutjat en obtenir només el 42% de vots a favor i obtenint el rebuig de sis províncies, també a l'octubre es va signar l'ampliació del Tractat de Lliure Comerç d'Amèrica del Nord a Mèxic. Al maig de 1992 es va aprovar una decisió governamental per crear en els Territoris del Nord-oest un espai amb govern propi pels inuits.

## Del 1992 al 1999
Al febrer de 1993 a causa d'una barreja de problemes econòmics i discòrdia política Brian Mulroney va dimitir i va ser substituït com a Primer Ministre i cap del Partit Conservador Progressista del Canadà per Kim Campbell el 13 de juny de 1993, sent la primera dona a ocupar el càrrec de Primera Ministra del Canadà. En les eleccions generals del 25 d'octubre de 1999, el Partit Liberal del Canadà va obtenir una victòria increïble (el governant Partit Conservador Progressista del Canadà va passar de 153 a 2 escons) això va permetre al liberal Jean Chrétien prendre les regnes del govern. Durant la dècada de 1990 les tropes canadenques van formar part de moltes missions de les Forces de Pau de l'ONU, al Sàhara Occidental, Cambodja, l'antiga Iugoslàvia, Haití, Timor Oriental i Sierra Leone, durant la missió de l'ONU a Somàlia el 1993 soldats canadencs van torturar fins a la mort a l'adolescent somali Shidane Arone produint l'Assumpte de Somàlia que va donar com a resultat la dissolució del regiment d'elit de la Canadian Airbone Regiment i danyant la reputació de l'exèrcit canadenc. Les eleccions del Quebec del setembre de 1994 van donar la victòria al Parti Québécois, això els va permetre dur a terme un nou referèndum sobre la independència del Quebec el 1995 que va perdre per una diferència de l'1,12% (50.000 vots) i va registrar un 93% de participació. També el 1995 hi va haver un enfrontament pesquer amb Espanya i la Unió Europea a causa dels drets de pesca del noliegen negre en aigües de l'Atlàntic Nord-occidental, un conflicte que es va saldar amb una revisió de les quotes de pesca i la retirada d'una llei que atorgava al Canadà jurisdicció més enllà de les 200 milles. Les eleccions nacionals de 1997 van donar com a guanyador a Jean Chrétien i el Partit Liberal del Canadà. El gener de 1998 una tempesta d'aigua gelada a Ontario, sud-est del Quebec i Nova Brunswick va deixar sense llum a centenars de milers de llars, va provocar 15 morts, milers de damnificats i va interrompre els serveis públics en la pitjor catàstrofe natural de la història del Canadà. A petició del govern federal el Tribunal Suprem va dictaminar al 19 d'agost de 1998 que al no ser una colònia ni estar militarment ocupat el Quebec no pot declarar unilateralment la seva independència, però el dictamen va afegir que si davant una pregunta inequívoca la majoria de quebequesos es pronunciava a favor de la independència la resta del Canadà estaria obligat a negociar amb el Quebec. En les eleccions del Quebec del 30 de novembre de 1998 va vèncer el Parti Québécois de Lucien Bouchard. L'1 d'abril de 1999 va entrar en funcions el govern d'un nou territori del Canadà, Nunavut.

## El Canadà des de l'any 2000 fins a l'actualitat
En les eleccions generals de l'any 2000 va guanyar Jean Chrétien i el Partit Liberal del Canadà. El Canadà va prendre part a la Guerra de l'Afganistan del 2001 i té encara tropes en aquest país, tenint lloc un important paper del Canadà a la invasió de l'Afganistan. El 12 de desembre del 2003 Jean Chrétien es va retirar i va ser substituït per Paul Martin, que després de les eleccions del 28 de juny del 2004 va veure com el seu partit guanyava les eleccions. Però no va salvar de greus problemes al Partit Liberal del Canadà, ja que el 10 de febrer del 2004 l'Auditora General Sheila Fraser va denunciar que 100 dels 250 milions de dòlars del Programa de patrocini de vaixells havien acabat en mans del Partit Liberal del Canadà i de corporacions estatals, això va provocar l'escàndol del Patrocini de Vaixells. Malgrat els esforços del govern el 28 de novembre del 2005 es va produir una associació entre el Partit Conservador Progressista del Canadà, Bloc Québécois i el New Democratic Party que va fer caure al govern. Les eleccions generals del 23 de gener del 2006 van donar com a guanyador al Partit Conservador Progressista del Canadà sent Primer Ministre amb un govern en minoria des de llavors Stephen Harper. El març del 2006 Stephen Harper va viatjar cap a l'Afganistan per manifestar el seu suport al president Hamid Karzai i a les tropes canadenques desplegades a Kandahar, el Canadà va enviar uns 15.000 homes cap a l'Afganistan fins al 2008, dels que hi ha desplegats uns 2.500 i han mort 81 canadencs entre el febrer del 2002 i el 16 de març del 2008.